# 벱스카야 나치오날나야 볼로스티
벱스카야 나치오날나야 볼로스티(러시아어: Ве́псская национа́льная во́лость 벱스카야 나치오날나야 볼로스티[*], 벱스어: Vepsän rahvahaline volost’)는 카렐리아 공화국의 프리오네시스키 군에 위치한 벱스인 자치지역이다. 1994년 1월 20일에 조성되었다.
중심지는 숄토제로 마을이다. 인구는 (2002년 1월 1일 기준) 3493명이며, 그 중 1202명이 벱스인이다.
국령 내에는 13개의 거주지가 있다. 자치제 개혁 중에 쇽신스코예 벱스코예, 숄토제르스코예 벱스코예, 리바레츠코예 벱스코예의 3거주지로 나뉘었으며 카렐리아 공화국의 프리오네시스키 군에 편입되었다.
2004년 12월 1일 폐지되었다.